# Ч
A cse (Ч ч; dőlt betűkkel Ч ч) egy cirill betű.
Gyakran a zöngétlen posztalveorális zár-réshangot jelöli, mint amilyen a magyar Cs.
A nyelvészetvben az átírásához gyakran a ⟨č⟩ jelet használják, így "Csajkovszkij" (oroszul Чайковский) latin betűs nemzetközi átírásban megjelenhet Chaykovskiy és Čajkovskij formában is.

## Története
A cse neve a korai cirill ábécében чрьвь (črĭvĭ) volt, aminek a jelentése "giliszta".
A cirill számrendszerben a cse értéke 90. 

## Használata

### Szláv nyelvek
Az orosz kivételével minden, cirill ábécét használó szláv nyelvben a cse a zöngétlen posztalveolár zár-réshangot /tʃ/ jelöli.
Az oroszban a cse általában a zöngétlen fogmeder-szájpadlási zár-réshangot /t͡ɕ/ jelöli, mint amilyen a mandarin pinjin átírásában a j jel. pár szóban azonban /tʂ/ a kiejtése, mint például: oroszul: лучше. A Ч/ч kiejtése a szerbben lehet /tʂ/ is, mivel a szerb Ћ/ћ hangértéke /t͡ɕ/.
Az oroszban pár szóban a /ʂ/ hangot jelöli: oroszul: что, чтобы, нарочно.

### Kínában
A Pinjin 1955-ös változatában a cse szerepelt a [tɕ] jelölésére (melyre később aztán a j jelet alkalmazták), talán azért mert kinézetre hasonlított a Bopomofo ㄐ betűre
A latin csuang ábécében 1957. és 1986. között használták a hindu-arab 4 egy módosított változatát, mely nagyban hasonlított a cse jelére. Ezzel jelölték a negyedik (ereszkedő) hanglejtést. 1986-ban a helyét átvette a latin X.

## Kapcsolódó betűk és más karakterek
- 4 : 4 – A csere hasonlító számjegy, főleg nyomtatott, nyílt felső részű változatban
- C c : Latin C betű – ugyanannak a hangnak a jelölésére szolgál a maláj, az indonéz és az olasz nyelvben
- Č č : Latin C hacsekkel
- Ç ç : Latin C farokkal – albán, azeri, kurd, török, türkmén betű.
- Ĉ ĉ : Latin C betű kalappal, az eszperantó nyelvben használják
- Tx :  Tx digráf a baszkban és a katalánban.
- Ch : Ch digráf
- Cs : Cs digráf
- Cz : Cz digráf
- Ҷ ҷ : Cirill C farokkal
- Ӵ ӵ : Cirill Cse pontokkal
- Ҹ ҹ : Cirill cse függőleges vonallal
- Ꚇ ꚇ : Cirill ccse betű
- Ɥ ɥ : latin fordított h
- Վ վ : Örmény Vev
- Կ կ : Örmény Ken

## Fordítás
- Ez a szócikk részben vagy egészben  a   Che című angol Wikipédia-szócikk ezen változatának fordításán alapul.  Az eredeti cikk szerkesztőit annak laptörténete sorolja fel. Ez a jelzés csupán a megfogalmazás eredetét és a szerzői jogokat jelzi, nem szolgál a cikkben szereplő információk forrásmegjelöléseként.